# الأخوات السبعة (فلم 1915)
الأخوات السبعة (بالإنجليزية: The Seven Sisters) فيلم كوميدي رومانسي أمريكي صامت تم إنتاجه عام 1915 من إخراج سيدني اولكوت وتمثيل مارجريت كلارك، مايج ايفانز.

## روابط خارجية
- مقالات تستعمل روابط فنية بلا صلة مع ويكي بيانات